# Leocísio Sami
Leocísio Júlio Sami, noto semplicemente come Sami (Bissau, 18 dicembre 1988), è un calciatore guineense, attaccante svincolato.

## Palmarès

### Club

#### Competizioni nazionali
- Coppa di Portogallo: 1

Desportivo Aves: 2017-2018